# Archie Bunker

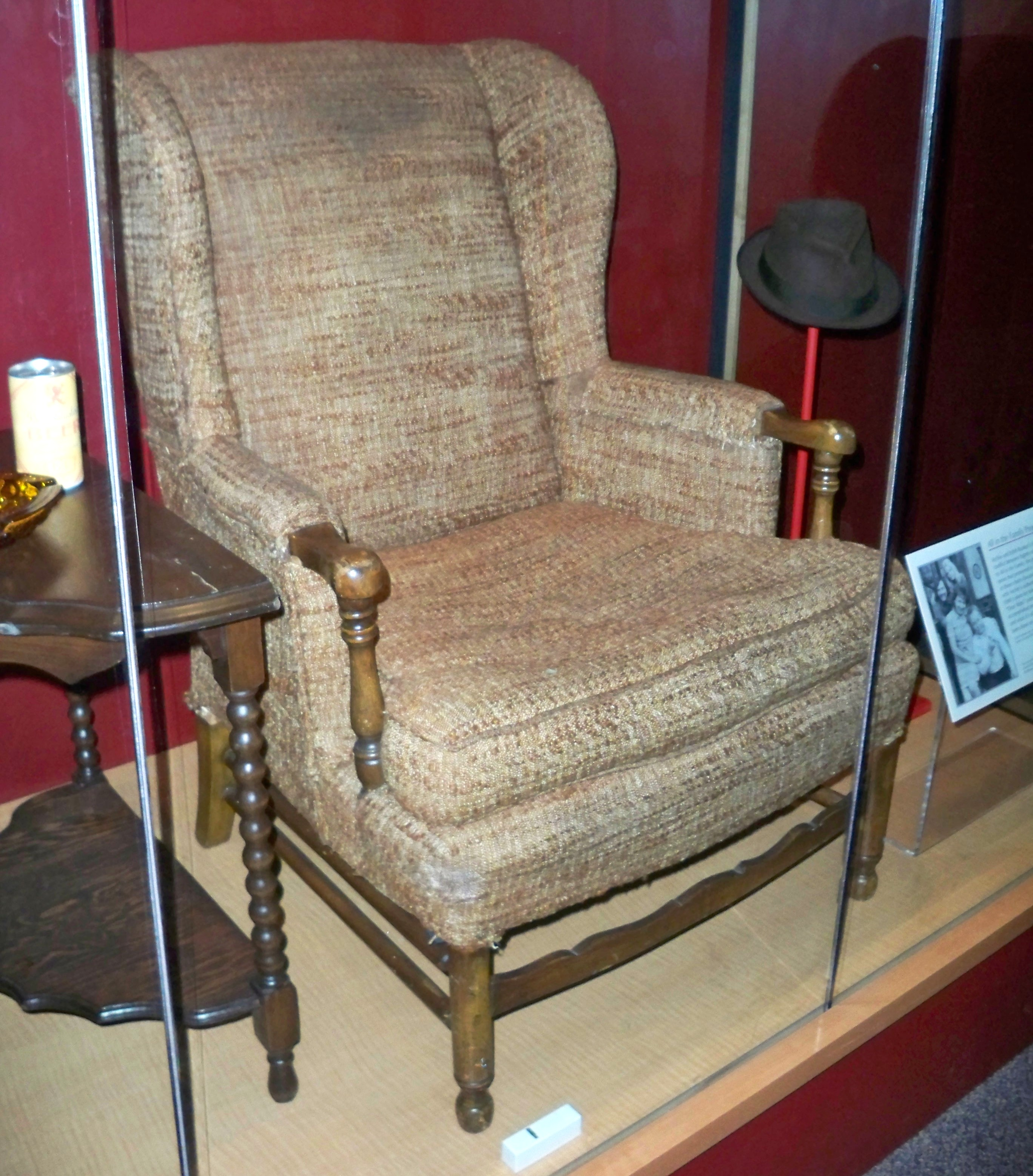
Silla usada por el personaje Archie Bunker en la serie All in the Family, actualmente exhibida en el Museo Nacional de Historia Americana.

Archie Bunker es un personaje de ficción de la serie de televisión americana All in the Family (1971-1983), que puso en escena este personaje que es particularmente antipático: bajo, blanco, muy intolerante y cerrado, bastante racista y conservador, a veces también duro de entendimiento, en algún sentido típico del barrio Queens de Nueva York (por cierto sin hacer en este sentido generalizaciones extremas), y quien es forzado por las circunstancias a compartir techo con su hija y su yerno, ambos bastante comprometidos con los movimientos contestatarios de la izquierda americana. En la serie, este personaje es interpretado por el actor Carroll O'Connor.

## Sobre las series de Archie Bunker
La serie principal (y cronológicamente primera) All in the Family trataba de la sexualidad, del racismo, del antisemitismo, de la política, y explicaba a la anterior generación los valores y los paradigmas en auge, mezclando humor y responsabilidad.
La serie fue exitosa, y dio lugar a varias e importantes spin-off (o sea series derivadas):
1. Maude[8] (1972-1978) es la crónica graciosa y grave de la cuñada de Archie Bunker, Maude Findlay (interpretada por Bea Arthur), mujer de cincuenta años que afronta la vida con vigor y humor, a pesar de sus tres matrimonios fallidos;
2. The Jeffersons[9] (1975-1985) cuenta como, luego de volverse ricos, George y Louise Jefferson, los vecinos negros de Archie y Edith Bunker, se instalan en una zona acomodada de Manhattan, y ponen a sus nuevos vecinos en el compromiso de aceptarlos como iguales, lo que se dificulta enormemente ya que George es tan obtuso y racista como Archie Bunker;
3. Archie Bunker's Place[10][11] (1979-1983) es una especie de continuación de la serie "All in the Family", aunque en este caso la acción se desarrolla principalmente en una taberna de vecindad, incluyendo nuevos personajes y entre ellos Murray Klein (Martin Balsam), un judío ciego. Los propietarios del negocio son Archie y Murray, quienes en determinado momento deciden establecer un restaurante en la barra, y una cocina bien equipada con la correspondiente ventana de servicio. Posteriormente, y después de que Murray vuelve a casarse y se marcha para San Francisco, Archie encuentra a un nuevo socio para el negocio, Gary Rabinowitz (Barry Gordon), cuyo pensamiento es marcadamente liberal, en contraste con el conservadurismo político de Archie. Por cierto, el diferente perfil de los personajes aquí también permite profundizar en las temáticas político-sociales.